# U Bílého beránka (Třeboň)
U Bílého beránka je název pro dům v jihočeském městě Třeboni. Nachází se na Masarykově náměstí (č. p. 108), na rohu ulice  Petra Voka. 
Jako jeden z mála domů na centrálním třeboňském náměstí je dům U Bílého beránka novostavbou. Demolice původního domu a nahrazení novým bylo doporučováno již v roce 1966 a realizováno později. Výstavba tohoto domu byla jediným závažnějším zásahem do podoby náměstí v 20. století. Současný dům byl vybudován v 80. letech 20. století jako obchodní dům s pasáží přiléhající do ulice. Svůj název má podle původní stavby, která byla stržena; znamení beránka je vyobrazeno na fasádě přiléhající k náměstí. Autorem plastiky je Miloslav Hejný.
I když je dům nápadný ve srovnání s dalšími historickými objekty v lokalitě, jeho fasáda směrem k náměstí imituje tradiční historický štít jihočeských městských domů tak, aby lépe odpovídal danému prostředí. Původně se v něm nacházela prodejna potravin Pramen, kromě toho zde stojí také různé kavárny a cukrárny. 

## Galerie

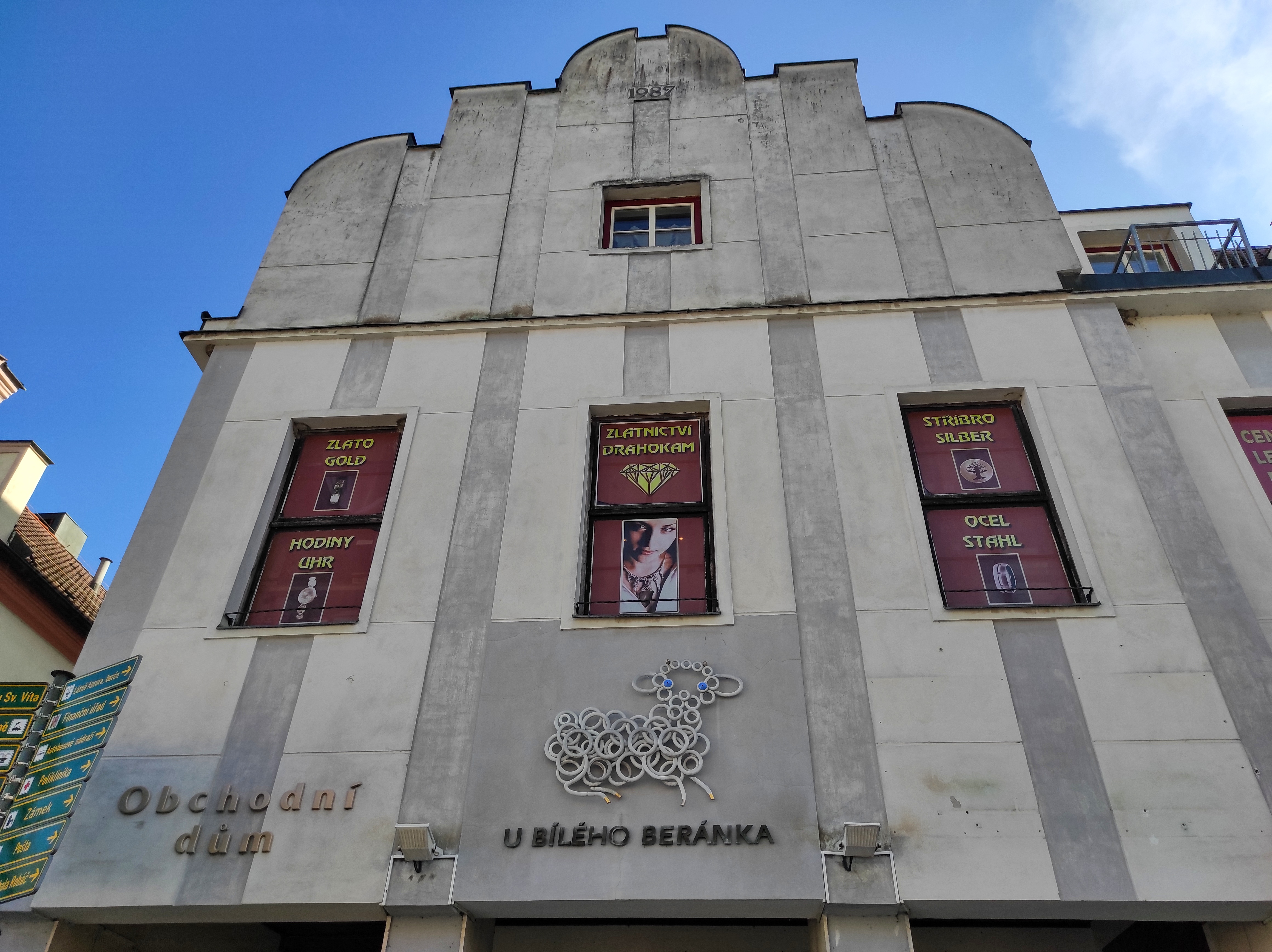
Štít domu do Masarykova náměstí
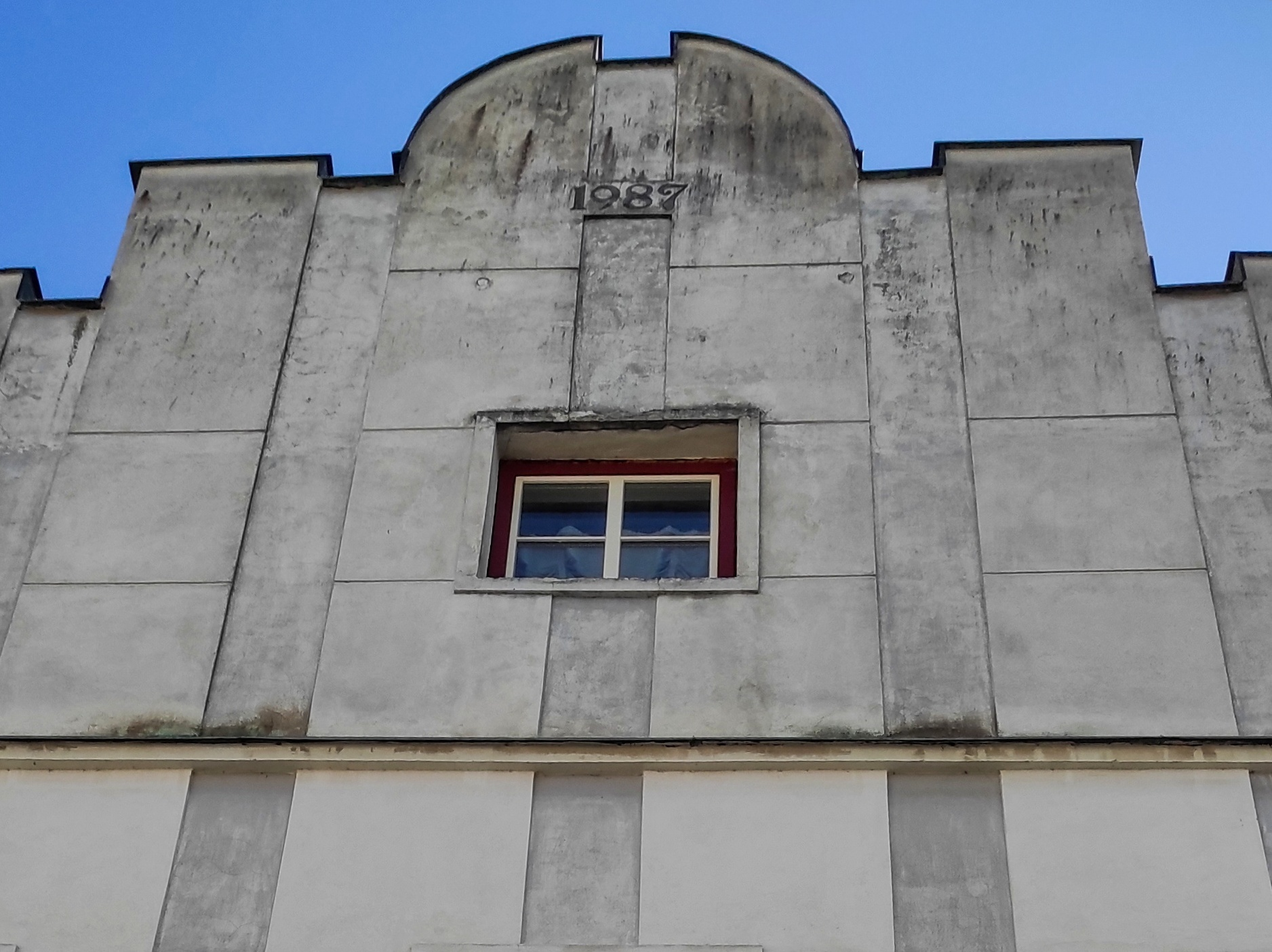
Detail štítu s datem 1987
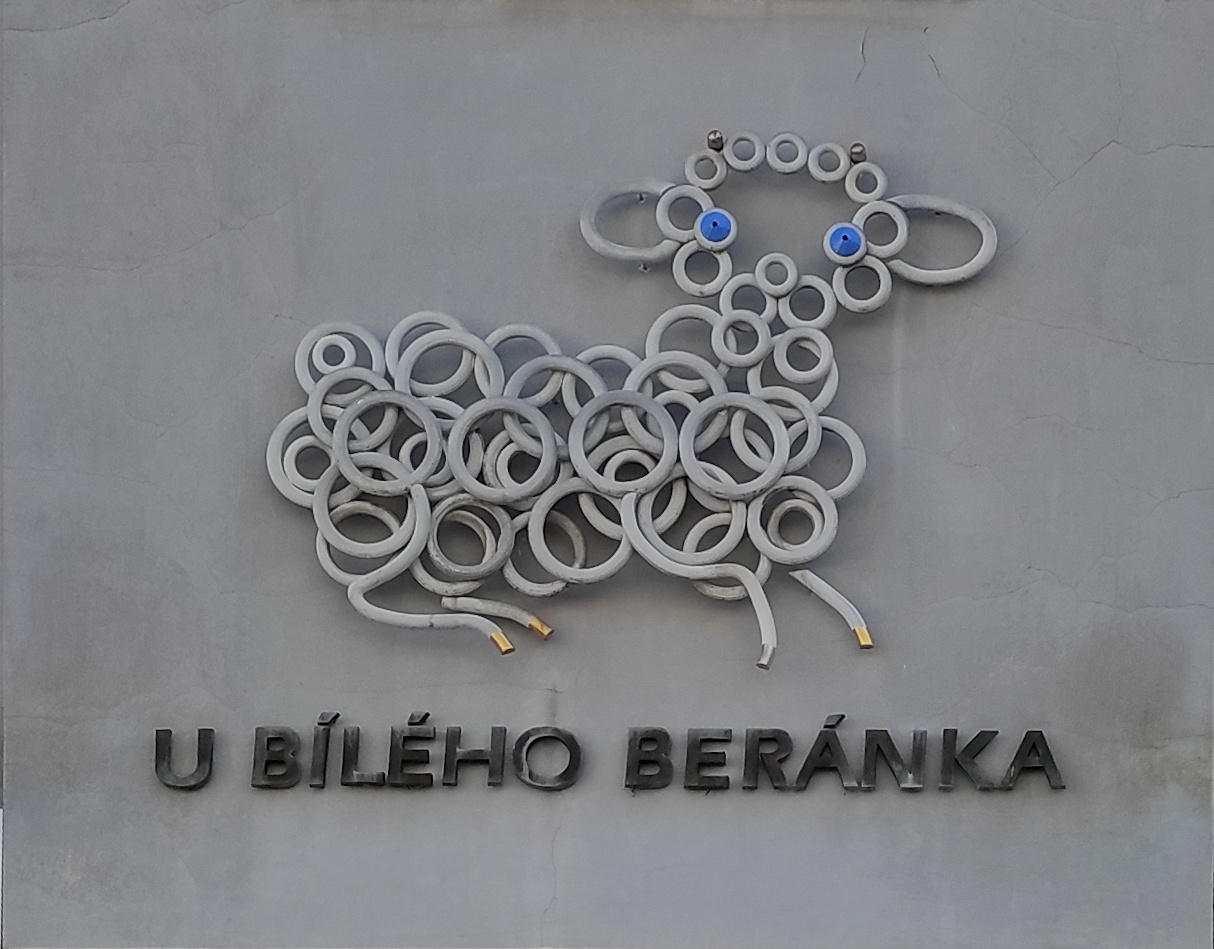
Plastika beránka